# Georg Fuchs
Georg Fuchs, pseudonimo di Johann Georg Peter Fuchs (Beerfelden, 15 giugno 1868 – Monaco di Baviera, 16 giugno 1949), è stato un drammaturgo e regista teatrale tedesco.

## Biografia
Georg Fuchs proveniva da una famiglia di pastori evangelici luterani, era un fratello di Emil Fuchs. Dal 1890 al 1891 studiò tedesco e storia dell'arte all'Università di Gießen e all'Università di Lipsia. Dopo aver abbandonato gli studi, ha vissuto a Monaco di Baviera e ha scritto recensioni musicali per il Münchner Neuesten Nachrichten. È stato redattore e impiegato dell'Allgemeine Kunst-Chronik.
Oltre che come autore e attore di teatro, ebbe notevole importanza per le sue idee sul teatro, da lui esposte in La scena dell'avvenire (1904) e in La rivoluzione del teatro (1909). In queste due opere sostiene che il teatro non deve essere divertimento, ma atto di comunione e di culto, e perciò ricollegarsi alla grande tradizione classica e medievale, facendo spettacoli in cui scena e platea costituiscono una mistica unità intesa a celebrare gli ideali comuni a tutto il popolo. Le sue idee ebbero influenza sui nuovi registi russi, come Mejerchol'd.
Dal 1907 al 1909 lavorò al Teatro d'Arte di Monaco come segretario e drammaturgo. Il suo obiettivo era superare il naturalismo e stabilire lo spettacolo teatrale come un atto di culto secolare e un'esperienza comunitaria inebriante. Fuchs ha lavorato a teatro come regista e drammaturgo senza poter realizzare le sue idee. Nel 1910 fondò a Monaco di Baviera il Volksfestspiel che, secondo i suoi desideri, avrebbe dovuto rappresentare un'alternativa all'attività teatrale tradizionale, invischiata in interessi commerciali.
In un processo davanti al tribunale del popolo dal giugno al luglio 1923, Fuchs fu condannato a 12 anni di carcere per cospirazione di voler separare la Baviera dalla Germania. Nel 1927 fu scarcerato.
Fuchs ha vissuto da allora come scrittore e giornalista freelance.

## Scenografie
- Till Eulenspiegel (1899);
- Manfred (1902);
- La scena dell'avvenire (1904);
- La rivoluzione del teatro (1909);
- Hyperion (1905);
- Deutsche Form (1907);
- Wir Zuchthäusler, Erinnerungen des Zellengefangenen Nr. 2911 (1931);
- Sturm und Drang in München um die Jahrhundertwende (1936).